# Polystichum falcinellum
Polystichum falcinellum — вид рослин з родини щитникові (Dryopteridaceae), ендемік Мадейри.

## Опис
Це багаторічна трав'яниста рослина з відкритим пучком довгого, одноперистого, вузького, темно-зеленого листя. Листове стебло коротке, з коричневими волосками. Листочки зубчасті, стають меншими до вершини листя. Спори круглі й лежать на нижній частині листа у двох рядах.

## Поширення
Ендемік архіпелагу Мадейра (о. Мадейра).
Цей вид зростає в темних, вологих лаврових лісах, але в деяких більш сухих місцях, ніж інші види Polystichum. Діапазон його висот проживання становить 500–1450 м.

## Використання
Цей вид іноді вирощують як декоративну рослину в Сполученому Королівстві.

## Загрози та охорона
Знищення місць проживання є основною загрозою для цього виду в результаті лісових пожеж та вилучення дерев.
Вид присутній в охоронних районах.